# Socket 5
Socket 5 (výslovnost [ˈsɒkɪt Amer ˈsɑːkɪt faɪv]IPA; doslova Patice 5) byl designován pro druhou generaci procesorů Intel Pentium pracujících na frekvencích 75–120 MHz a také Pentia OverDrive; nikoli však Pentia MMX; z klonů jsou slučitelné AMD K5, Cyrix 6x86/L/LV a IDT WinChip/2/2a. V této patici byly piny poprvé rozestavěny do mřížky (5 pinů nad sebou střídavě uspořádaných), což umožnilo jejich těsnější uspořádání. Uveden v březnu 1994, v červnu roku následujícího se dočkal nástupce jménem Socket 7.